# شکارچی-گردآورنده قفقاز
شکارچی-گردآورنده قفقاز (به انگلیسی: Caucasus Hunter-Gatherer) که به‌طور خلاصه CHG نامیده می‌شود، اشاره به شکارچی گردآورنده‌های ساکن قفقاز در دوره پارینه سنگی زبرین و میان‌سنگی دارد، یک دودمان ژنتیکی انسان مدرن، که برای اولین بار در مطالعه‌ای در سال 2015 بر اساس ژنتیک جمعیتی چندین جمعیت مدرن اوراسیا غربی (اروپا، قفقاز و خاور نزدیک) شناسایی شد.
این گروه ها همچنین بسیار نزدیک به شکارچیان میان‌سنگی و کشاورزان نوسنگی در فلات ایران هستند که گاه در گروه CHG قرار می گیرند. تباری که ارتباط نزدیکی با کشاورزان دوره نوسنگی ایرانی و CHG دارند، از نواحی شرقی‌تر نیز شناخته شده‌اند، از جمله از مجموعه باستان‌شناسی باکتریا-مارگیانا و تمدن هاراپا/دره سند. شکارچی-گردآورندگان قفقاز و شکارچی-گردآورندگان شرقی به نسبت اجداد گله داران استپ غربی (WSH)، که در دوران مس‌سنگی به طور گسترده در سراسر اروپا و آسیا پراکنده شده بودند، هستند.
قدیمی‌ترین نمونه CHG حدود ۱۳۰۰۰ سال قدمت دارد و در غاری (Satsurblia Cave) در غرب گرجستان یافت شده‌است. شکارچیان قفقاز با نمونه های غارهای Satsurbila و Kotias شناسایی می‌شوند.

## مطالعات ژنتیکی
دو نمونه CHG یافت شده در گرجستان هاپلوگروپ J2a و J2b داشتند. مردم CHG سفیدپوست بودند. شکارچی-گردآورنده‌های قفقازی به کشاورزان ایرانی دوره نوسنگی نزدیکی ژنتیکی داشتند. به احتمال زیاد آمیزه ژنتیکی CHG در نیاهندواروپایی های اولیه نقش پررنگی داشت و به قولی ۴۳ درصد از آمیزه هندواروپایی‌های اولیه (فرهنگ گورچالی) به CHG تعلق داشت.